# 杉安和憲
杉安 和憲（すぎやす かずのり、1977年 - ） は、日本の化学者、材料科学者。京都大学大学院工学研究科高分子化学専攻教授。

## 人物・経歴
鹿児島県生まれ。1996年鹿児島県立川内高等学校卒業。2000年九州大学工学部応用物質化学科卒業。2002年九州大学大学院工学府物質創造工学専攻修士課程修了、修士（工学）。2005年九州大学大学院工学府物質創造工学専攻博士課程修了、博士（工学）。
同年マサチューセッツ工科大学化学科博士研究員（ティモシー・M・スワージャー）。2007年物質・材料研究機構NIMSポスドク研究員。2008年物質・材料研究機構主任研究員。2013年九州大学大学院工学府材料物性工学専攻材料有機化学研究室准教授兼任。
2017年物質・材料研究機構主幹研究員。2019年、「リビング超分子重合の実現による分子集合体の精密合成」により高分子学会学術賞受賞。2022年京都大学大学院工学研究科高分子化学専攻高分子合成講座教授。

## 受賞
- 2012年 日本化学会若い世代の特別講演賞[1]
- 2012年 Award for Encouragement of Research in Materials Science[1]
- 2013年 日本化学会優秀講演賞（学術）[1]
- 2013年 高分子研究奨励賞[1]
- 2016年 文部科学大臣表彰若手科学者賞（科学技術分野）[1]
- 2016年 高分子学会関西支部ヤングサイエンティスト講演賞[1]
- 2018年 アレクサンダー・フォン・フンボルト財団ベッセル賞（Friedrich Wilhelm Bessel Research Award）[1][4]
- 2020年 高分子学会学術賞[1]